# Eugen Dasović
Eugen Dasović (Slatina, 1º dicembre 1896 – Zagabria, 7 febbraio 1980) è stato un calciatore jugoslavo, di ruolo difensore.

## Palmarès

### Club
- Campionato jugoslavo: 2

Građanski Zagabria: 1926, 1928